# 泰瑞 (喬治亞州)
泰瑞（英語：Tyree）是位於美國喬治亞州道格拉斯縣的一個非建制地區。該地的面積和人口皆未知。

## 地理
泰瑞的座標為33°36′54″N 84°52′46″W / 33.61500°N 84.87944°W，而該地的平均海拔高度為365米（即1197英尺）。